# Marita (chi ốc biển)
Marita là một chi ốc biển, là động vật thân mềm chân bụng sống ở biển trong họ Conidae, họ ốc cối.

## Các loài
Các loài trong chi Marita gồm có theo Cơ sở dữ liệu sinh vật biển (WoRMS) 
- Marita bella (Adams & Angas, 1864)
- Marita elongata Laseron, 1954
- Marita inornata (Sowerby III, 1896)
- Marita insculpta (Adams & Angas, 1864)
- Marita nitidus (Hedley, 1922)
- Marita schoutenensis (May, 1911)
- Marita tumida Laseron, 1954

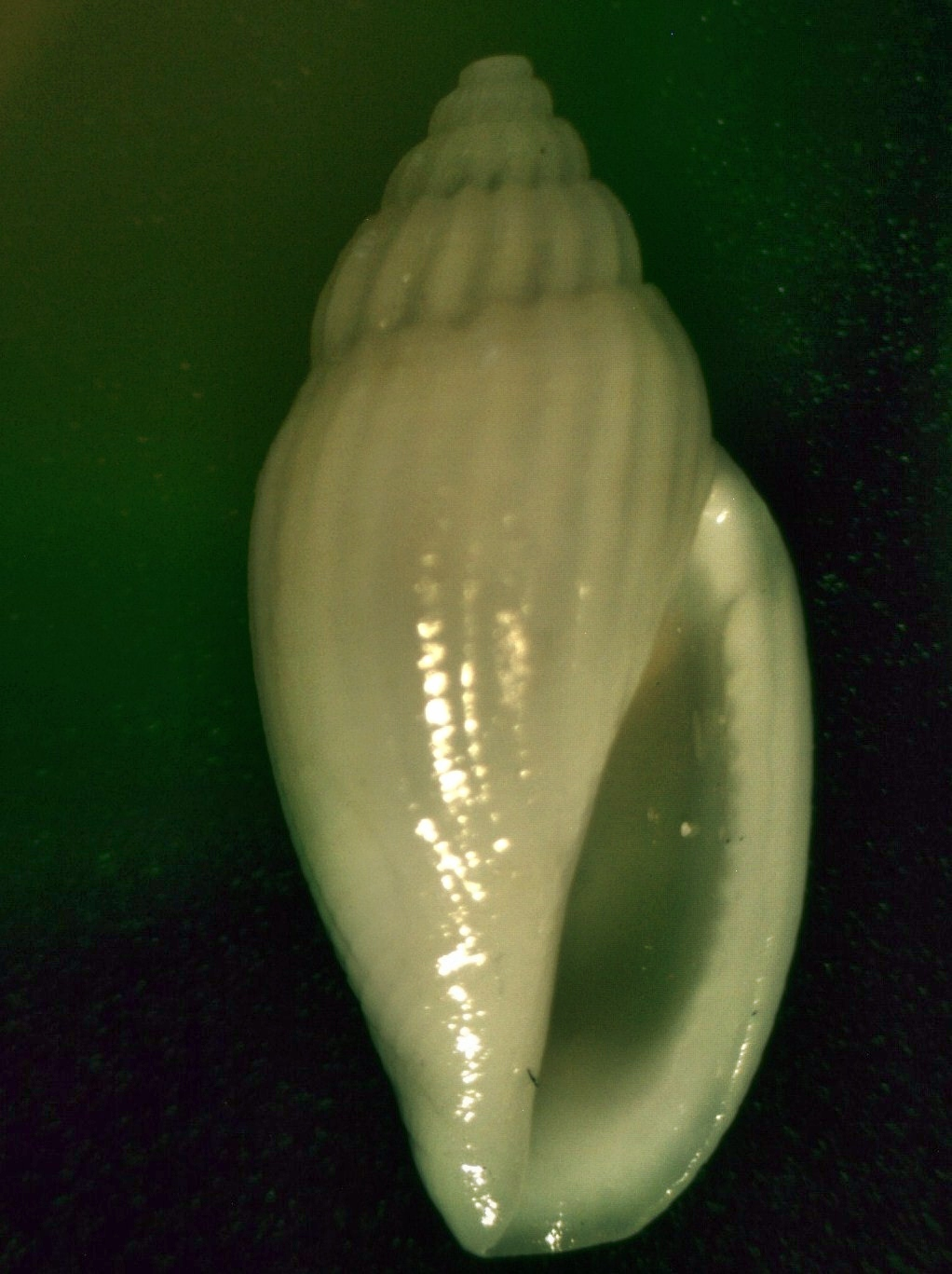
Marita compta

The Indo-Pacific Molluscan Database also gồm cós the Australian species 
- Marita compta (Adams & Angas, 1864)

## Hình ảnh

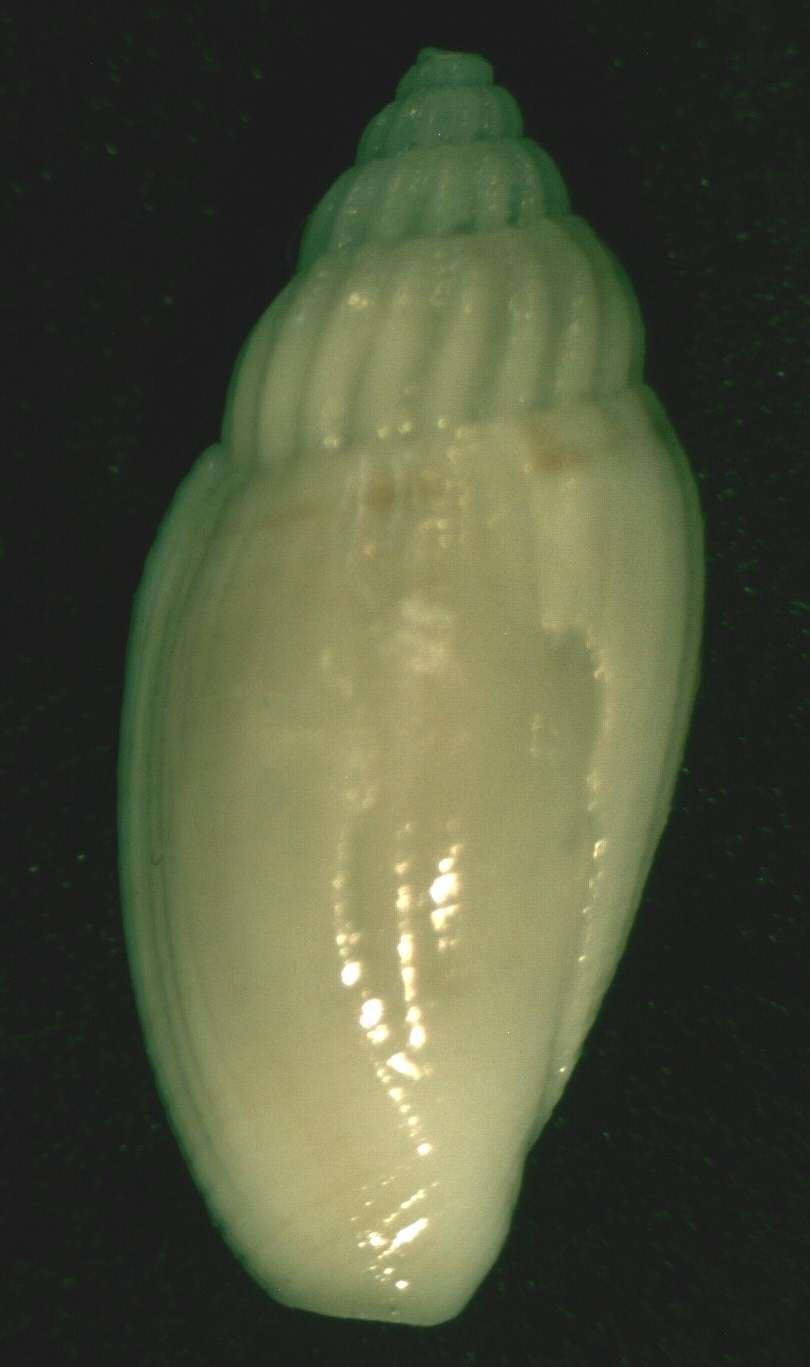